# Minseln
Minseln (allemand ['mɪnzəln], en dialecte alémanique Meißle, Meisele [maɪslə, maɪz̥ələ) est un village allemand dans l'arrondissement de Lörrach et, depuis le 1er janvier 1972, un quartier ("Stadtteil") de Rheinfelden (Baden).

## Géographie
Le village est situé dans un massif montagneux, le Dinkelberg, situé entre des champs et des prairies. Autrefois, il était divisé en trois parties : Minseln-bas, Minseln-centre et Minseln-nord. Les limites de ces trois parties ne sont plus visibles, de nombreuses maisons ayant été construites entre 1960 et 2000.

## Transport
La route K 6333 traverse Minseln. Elle vient de Rheinfelden (Baden) pour continuer en direction de Adelhausen et Maulburg.

## Histoire
Minseln est appelé Minsilido dans un document de l'Abbaye de Saint-Gall en 754.
Depuis 1971, le village fait partie de la commune de Rheinfelden (Baden).

## Sources
- (de) Cet article est partiellement ou en totalité issu de l’article de Wikipédia en allemand intitulé « Minseln » (voir la liste des auteurs).